# Tom Vanchaze
Tom Vanchaze (Neerpelt, 22 december 1982) is een Belgische voormalige atleet, die gespecialiseerd was in de middellange afstand. Hij werd tweemaal Belgisch kampioen.

## Loopbaan
Vanchaze begon zijn carrière op de 400 m. In 1999 nam hij op deze afstand deel aan de wereldkampioenschappen U18, waar hij werd uitgeschakeld in de series. Het jaar nadien haalde hij op de 800 m de halve finales op de wereldkampioenschappen U20.
In 2003 werd Vanchaze Belgisch indoorkampioen op de 800 m. Twee jaar later veroverde hij ook outdoor de Belgische titel.
Vanchaze begon bij Sporting Atletiekclub Neerpelt, maar verhuisde bij de jeugd al naar AV Toekomst. Hij was van 2002 tot 2005 profatleet bij Atletiek Vlaanderen. Hij stopte eind 2006.

## Belgische kampioenschappen
Outdoor
| Onderdeel | Jaar |
| --------- | ---- |
| 800 m     | 2005 |

Indoor
| Onderdeel | Jaar |
| --------- | ---- |
| 800 m     | 2003 |

## Persoonlijke records
Outdoor
| Onderdeel | Prestatie | Datum        | Plaats  |
| --------- | --------- | ------------ | ------- |
| 800 m     | 1.47,03   | 31 juli 2004 | Heusden |

Indoor
| Onderdeel | Prestatie | Datum            | Plaats |
| --------- | --------- | ---------------- | ------ |
| 800 m     | 1.49,22   | 22 februari 2002 | Gent   |

## Palmares

### 400 m
- 1999: 5e in serie WK U18 in Bydgoszcz - 49,75 s

### 800 m
- 2000: 4e in ½ fin. WK U20 in Santiago - 1.54,65
- 2003:  BK indoor AC - 1.53,48
- 2003: DNF series EK U23 in Bydgoszcz
- 2004:  BK indoor AC - 1.49,22
- 2005:  BK indoor AC - 1.51,30
- 2005:  BK AC - 1.47,76
- 2006:  BK AC - 1.53,17